# Франтішек Ткадлік
Франтішек Ткадлік (чеськ. František Tkadlík; 23 листопада 1786, Прага — 16 січня 1840, там само) — чеський художник і графік. Один з найбільших чеських портретистів першої половини XIX сторіччя.

## Життя та творчість

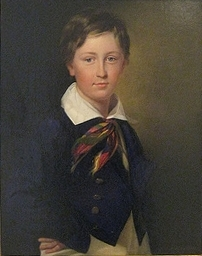
Франтішек Ткадлік Портрет графа Отакара Черніна (1823)

Франтішек Ткадлік народився в сім'ї господаря готелю. Малювати почав ще в ранньому дитинстві. У будинку його батьків проживали два вчителя малювання що, мабуть, вплинуло на подальший вибір професії. Після того, як сім'я і родичі схвалили його вибір і Франтішек закінчив гімназію, він 1803 року вступає до празької Академії мистецтв, пізніше він вивчає філософію в Карловому університеті.
Художник перебував під впливом ідей Чеського національного відродження. Протягом декількох років він користувався заступництвом графа Йоганна Рудольфа Черніна, який фінансував до 1807 року навчання Ф. Ткадліка в Академії. З 1817 по 1825 служить придворним художником у графів Чернін, а також зберігачем їх картинної галереї в Відні. У Відні Ткадлік підтримує контакт з чеськими вченими, які там проживали (наприклад, з Йозефом Добровським і Франтішеком Палацьким, портрети яких написав). 1824 року, після закінчення своєї роботи в Відні, Ткадлік отримує стипендію для поїздки в Рим. 1832 року художник повертається до Відня, а 1836 — в Прагу, де стає першим директором празької Академії образотворчих мистецтв. Мав багато учнів, і серед них — класика чеського живопису Йозефа Манеса, історичного живописця Карела Явурека і Артура фон Рамберга.
Полотна художника, створені в стилях класицизм і ампір, можна розділити за тематикою на кілька періодів. Перший, що тривав аж до поїздки Ф. Ткадліка до Відня, сповнений портретами представників відомих представників Праги. Під час другого, віденського, художник створює переважно портрети членів родини Чернін, що жили у Відні його чеських знайомих і картини патріотичного змісту. У третій період, в Італії, Ткадлік пише біблійні полотна і пейзажі. Після свого повернення в Чехію він займається переважно картинами історичного, патріотичного змісту.

## Полотна (вибрані)
- Агар в пустині (1815)
- Молиться Ісус в дитинстві (1820)
- Віра, Надія і Любов (1824)

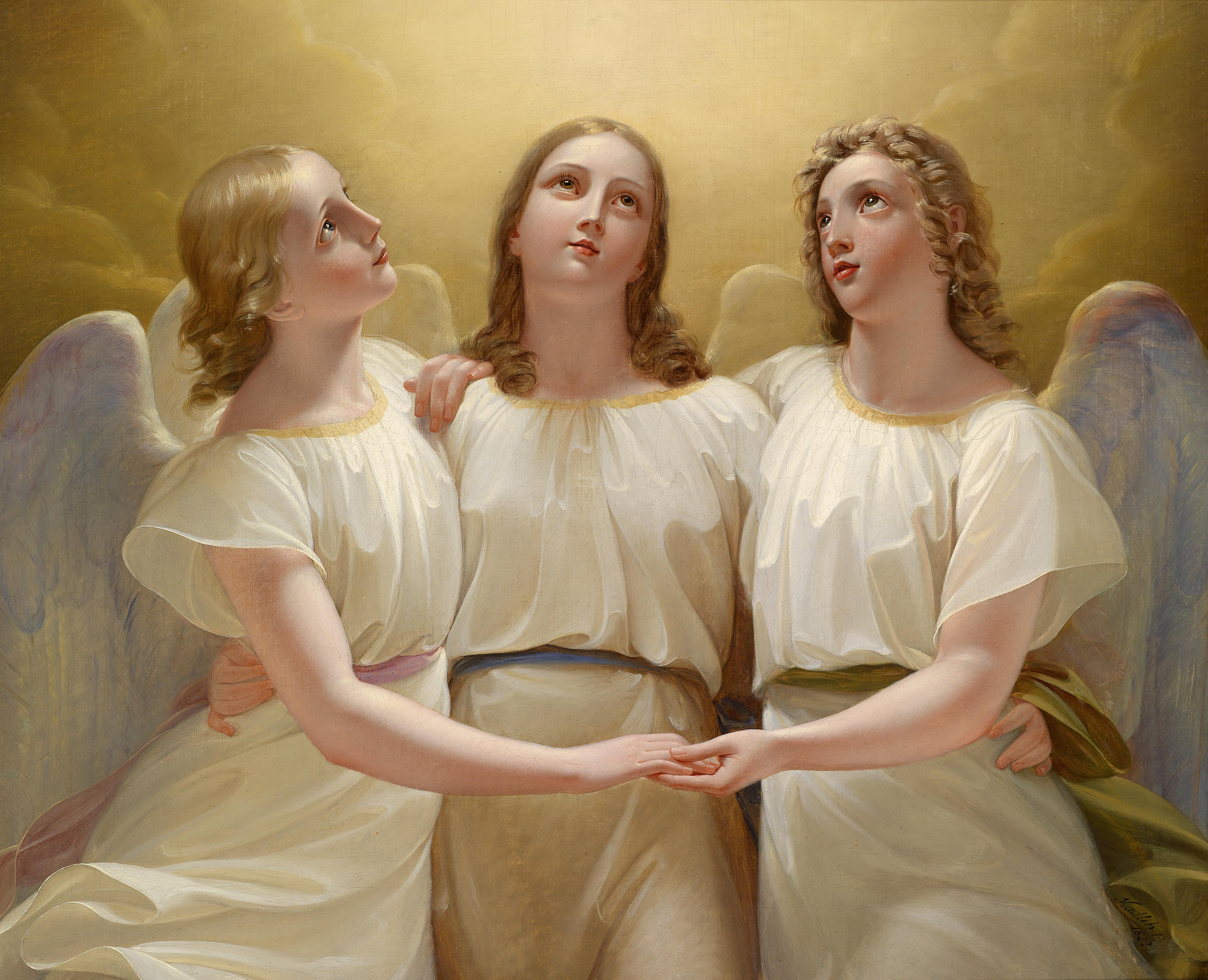
Три ангела

- Мадонна з немовлям і Йоганн Хреститель (1825)
- Терновий вінець (1827)
- Молода італійка (1829)
- Світ і Справедливість (1832)
- Св. Людмила і св. Вацлав за молитвою (1839)
- Аполлон і Діана
- Одіссей
- Смерть Авеля
- Жертва Ноя
- Повернення св. Адальберта Празького з бенедиктинського монастиря на батьківщину 933 року
- Мадонна з немовлям
- Різдво Христове
- Товія
- Прощання Павла
- Св. Лука
- Мадонна з немовлям і ангел
- Св. Вацлав на золотому полі
- Потоп
- Три ангела у Авраама
- Італійський пейзаж
- Христос в Еммаус
- Юпітер-Громовержець
- Портрет маркграфа Зальм-Райффершейдта